# Ламбертон (Північна Кароліна)
Ламбертон (англ. Lumberton) — місто (англ. city) в США, в окрузі Робсон штату Північна Кароліна. Населення — 19 025 осіб (2020).

## Географія
Ламбертон розташований за координатами 34°37′51″ пн. ш. 79°1′3″ зх. д. / 34.63083° пн. ш. 79.01750° зх. д. (34.630725, -79.017563).  За даними Бюро перепису населення США в 2010 році місто мало площу 46,55 км², з яких 46,34 км² — суходіл та 0,20 км² — водойми.

### Клімат
| Клімат : Ламбертон                         | Клімат : Ламбертон | Клімат : Ламбертон | Клімат : Ламбертон | Клімат : Ламбертон | Клімат : Ламбертон | Клімат : Ламбертон | Клімат : Ламбертон | Клімат : Ламбертон | Клімат : Ламбертон | Клімат : Ламбертон | Клімат : Ламбертон | Клімат : Ламбертон | Клімат : Ламбертон |
| Показник                                   | Січ.               | Лют.               | Бер.               | Квіт.              | Трав.              | Черв.              | Лип.               | Серп.              | Вер.               | Жовт.              | Лист.              | Груд.              | Рік                |
| Середній максимум, °C                      | 12,1               | 14,4               | 19,1               | 23,6               | 27,8               | 31,4               | 32,8               | 31,3               | 28,7               | 24,2               | 19,6               | 13,8               | 23,2               |
| Середній мінімум, °C                       | 0,7                | 2,0                | 5,6                | 9,4                | 14,2               | 19,7               | 21,8               | 20,9               | 16,8               | 10,7               | 5,2                | 2,0                | 10,8               |
| Норма опадів, мм                           | 75                 | 74                 | 85                 | 72                 | 77                 | 110                | 139                | 140                | 122                | 65                 | 73                 | 73                 | 1105               |
| ------------------------------------------ | ------------------ | ------------------ | ------------------ | ------------------ | ------------------ | ------------------ | ------------------ | ------------------ | ------------------ | ------------------ | ------------------ | ------------------ | ------------------ |
| Джерело: xmACIS2 (Monthly Climate Normals) |                    |                    |                    |                    |                    |                    |                    |                    |                    |                    |                    |                    |                    |

## Демографія
Згідно з переписом 2010 року, у місті мешкали 21 542 особи в 8084 домогосподарствах у складі 5145 родин. Густота населення становила 463 особи/км².  Було 8877 помешкань (191/км²).
Расовий склад населення:
| - 40,8 % — білих - 37,2 % — чорних або афроамериканців - 13,1 % — корінних американців - 2,4 % — азіатів - 0,2 % — вихідців з тихоокеанських островів - 3,7 % — осіб інших рас |

До двох чи більше рас належало 2,7 %. Частка іспаномовних становила 6,7 % від усіх жителів.
За віковим діапазоном населення розподілялося таким чином: 24,8 % — особи молодші 18 років, 60,6 % — особи у віці 18—64 років, 14,6 % — особи у віці 65 років та старші. Медіана віку мешканця становила 36,5 року. На 100 осіб жіночої статі у місті припадало 93,3 чоловіків;  на 100 жінок у віці від 18 років та старших — 88,8 чоловіків також старших 18 років.
Середній дохід на одне домашнє господарство  становив 47 850 доларів США (медіана — 31 245), а середній дохід на одну сім'ю — 56 118 доларів (медіана — 37 682). Медіана доходів становила 35 250 доларів для чоловіків та 30 249 доларів для жінок. За межею бідності перебувало 34,8 % осіб, у тому числі 49,3 % дітей у віці до 18 років та 17,1 % осіб у віці 65 років та старших.
Цивільне працевлаштоване населення становило 7270 осіб. Основні галузі зайнятості: освіта, охорона здоров'я та соціальна допомога — 28,2 %, виробництво — 20,5 %, роздрібна торгівля — 11,9 %, мистецтво, розваги та відпочинок — 7,5 %.